# Luing
Luing (Luinn en gaèlic) és una petita illa de les Hèbrides Interiors, situada al nord-oest d'Escòcia. Forma part del grup de les Slate, al Firth of Lorn, trobant-se situada a l'oest d'Argyll i a unes 16 milles al sud d'Oban.
Té una població aproximada de 200 habitants, que viuen principalment a Cullipool, Toberonochy (Tobar Dhonnchaidh) i Ardlarach. Un servei de transbordadors regular creua el Cuan Sound (d'una amplada de 200 m) que separa Luing de l'illa veïna de Seil.

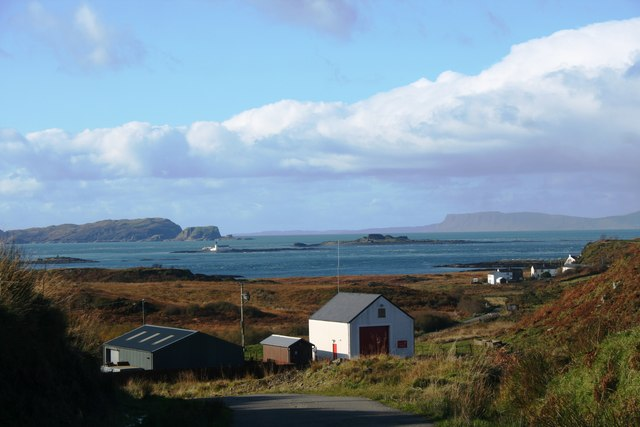
Carretera de Cullipool

Les indústries principals de Luing són el turisme, la pesca de llagosta i el pastoreig de bovins; l'extracció de pissarra fou també una activitat important fins al 1965 quan es tancaren les pedreres de Toberonochy, Cullipool, i Port Mary. La pissarra de Luing s'utilitzà en la construcció de la Universitat de Glasgow i l'Abadia d'Iona.